# Passage de la Herzogenstraße
Le Durchlass Herzogenstraße est une percée dans le mur d'enceinte de la ville de Worms du début du XXe siècle composée de trois arches.

## Construction
L'architecte et urbaniste Georg Metzler a conçu les plans de la percée pour mieux relier les zones extérieures de la ville au centre-ville. La percée du mur médiéval eut lieu en 1907/08. Parallèlement, deux autres percées ont été réalisées : l’Andreastor au sud et le Raschitor au nord, afin de répondre aux exigences modernes de la circulation,.
Cette entrée se trouve à la fin nord de la section du mur du côté est. La porte possède deux grandes arches pour les véhicules et une petite pour les piétons. Comme les deux autres portes « modernisées », le passage a reçu une forme historicisante. Son extrémité nord abrupte est apparue lorsque, après la Seconde Guerre mondiale, les remparts de la ville ont dû céder la place à un immeuble d'habitation architecturalement insipide et mal placé.

## Origine du nom
Cette porte d'entrée s'étend sur la Herzogenstraße et a donc reçu ce nom.